# Thomas Dybdahl
Thomas Dybdahl (født 12. april 1979 i Sandnes, Norge) er en norsk sanger/sangskriver.
Thomas Dybdahl er på få år blevet det man kalder et stjerneskud i sit hjemland Norge. Allerede som 12-årig fik Thomas Dybdahl en guitar foræret, og i sin gymnasietid var han guitarist i det jazz- og popinspirerede Stavanger-band Quadrophonics, der bl.a. tegnede en pladekontrakt med Virgin og opnåede en vis succes i hjemlandet Norge. 
Hans første udgivelse som solo-kunstner var EP'en Bird fra 2000, der fik en del ros, men ellers ikke den store opmærksomhed. Bird er i dag, pga. sin sjældenhed, højst populær på samlermarkedet og sælges for priser helt op omkring 12000 NOK (QXL Norge november 2008). Thomas Dybdahls anden udgivelse var EP'en John Wayne fra 2001, der dog ikke blev nogen succes. Disse to EP'er indeholder lavmælt og primært akustisk materiale, inspireret af bl.a. Neil Young.
I 2002 udgav Thomas Dybdahl sit første album, ... That Great October Sound, som samtidig var første del af hans October Trilogy. Albummet vandt stor påskønnelse nationalt såvel som internationalt, og solgte guld i Norge pga. massiv opmærksomhed fra den norske presse såvel som radio. Albummet indeholder desuden hans første radio single From Grace, som er en hyldest til den afdøde musiker Jeff Buckley.
Anden del af hans October Trilogy, albummet Stray Dogs blevet udgivet i 2003. Anmeldelserne var endnu engang overvældende og resulterede bl.a. i en fuldstændig udsolgt turné og to nomineringer ved den norske Grammy uddeling. Tredje og sidste del af October Trilogy, One Day You'll Dance For Me New York City fulgte op på de to tidligere succeser og manifesterede blot hans unikke talent og hans position som en af nordens mest talentfulde popmusikere. Hans mest positive anmeldelser betegner ham sågar som et nyt pop vidunder og sammenligner ham med ekstremt talentfulde solo-artister som Jeff Buckley og Nick Cave.
I 2006 udgav han albummet Science efterfulgt af en turné i Skandinavien.
Han har modtaget Spellemannsprisen og Alarmprisen for sit fantastiske og fremtrædende arbejde.
I 2004 dannede han, sammen med medlemmer fra både Jaga Jazzist og Bigbang, gruppen, The National Bank, hvori han selv fungerer som frontsanger. Gruppens selvbetitlede debutalbum røg øjeblikkeligt ind på de norske hitlister. Dette album er dog kun blevet udgivet i Norge.

## Diskografi

### Album
- ... That Great October Sound (2002)
- Stray Dogs (2003)
- One Day You'll Dance For Me New York City (2004)
- Science (2006)
- Waiting For That One Clear Moment (2010)
- What's Left Is Forever (2013)

### EP'er og singler
- Bird (EP) (2000)
- John Wayne (EP) (2001)
- Rain Down on Me (2003)
- A Lovestory (2004)

### DVD-er
- That Great October DVD (2003)
- That Great October DVD (Digitally Remastered) (2005)

### Deltagelse i andre udgivelser
- Quadrophonics – Q (1998)
- The National Bank – The National Bank (2004)
- The National Bank – Come On Over to the Other Side (2008)
- Morcheeba ft. Thomas Dybdahl – album Dive Deep, sangene Riverbed, Sleep on it tonight, Washed away (2008)